# Affaire Bourlakov
L'affaire Bourlakov, est un ensemble de procédures judiciaires internationales en cours dans plusieurs juridictions, y compris la Haute Cour de justice à Londres, concernant les actifs et les activités commerciales de l'homme d'affaires russe Oleg Bourlakov, décédé du coronavirus en 2021 et qui laisse une fortune évaluée à près de 3 milliards de livres sterling,,.
Des procédures judiciaires sont en cours au Royaume-Uni, à Monaco, au Panama, au Monténégro, en Suisse, en Ukraine, aux États-Unis, à Chypre, en Lettonie, en Russie et dans plusieurs autres pays.

## Historique
Oleg Leonidovitch Bourlakov est un entrepreneur et un milliardaire russe. En 2021, Bourlakov, dont la fortune personnelle s'élevait à près de 3 milliards de livres sterling, occupait la 177e place dans la liste russe de Forbes. La même année, il meurt des suites d’une infection à la COVID-19. Les circonstances de son décès ont fait naître divers soupçons selon lesquels la cause n'était pas naturelle.
Bourlakov est né à Leningrad le 24 août 1949. Son père était un ingénieur militaire spécialiste dans la construction d'armes nucléaires. Oleg Bourlakov a passé son enfance en Crimée, puis a fait ses études à l'École supérieure d’ingénierie de l’aviation militaire de Kiev. C'est là qu'il a rencontré sa future femme, Lioudmila, qu'il a épousée en 1971. De cette union sont nées ses deux filles, Elena et Veronika.
Au début de sa carrière, Bourlakov a servi pendant une vingtaine d’années dans l’armée soviétique de l’URSS, menant à la fois des recherches scientifiques dans le domaine de l'aviation militaire. En 1980, il a soutenu avec succès sa thèse de candidat ès sciences techniques à l'Académie des ingénieurs de l'Armée de l'air Joukovski (Moscou). En 1989, il a quitté l'armée soviétique pour des « raisons morales » dans le contexte de la dissolution de l'Union soviétique.
Oleg Bourlakov entretenait un lien étroit avec Nikolaï Kazakov, l’époux de sa sœur Vera. Ce dernier est, plus tard, devenu le partenaire commercial d'Oleg. En 1989, Oleg Bourlakov, Nikolaï Kazakov et sa femme Vera Kazakova (née Bourlakova) ont fondé une société coopérative dans la ville de Kharkiv, baptisée « Integral ». La société s'est d'abord spécialisée dans le commerce des fourrures, puis a rapidement élargi ses activités, notamment au commerce de produits chimiques et d'équipements médicaux, ainsi qu'à la réalisation de petits projets de construction. Quelques mois après la création d'Integral, les partenaires ont créé une coentreprise franco-russe appelée « Sov-Inter-France », qui a exercé des activités de négoce de ciment, s'est engagée dans une coentreprise de production de pétrole et de gaz et a réalisé de petits projets de construction. Alors que l'URSS s'effondre en 1991, Bourlakov et Kazakov élargissent leurs activités et prennent le contrôle de plusieurs grandes sociétés industrielles, notamment Belgorodcement, Novoroscement et Burneftegaz.
En 1994, après que ses filles aient été victimes d'une tentative d'enlèvement par des criminels russes, Oleg Bourlakov a décidé de s'installer au Canada avec sa famille. Lioudmila Bourlakova et ses filles, Elena et Veronica, sont venues vivre au Canada de façon permanente et ont éventuellement obtenu des passeports canadiens. Oleg Bourlakov est également devenu citoyen canadien et a continué à exercer des activités commerciales en Russie. En 2008, Oleg Bourlakov, sa femme Lioudmila et sa fille Veronica ont reçu des permis de résidence à Monaco et y sont devenus contribuables.

## Émergence du conflit
Oleg Bourlakov et Nikolaï Kazakov ont vendu l'usine de Belgorodcement en 2003 pour 75 millions de dollars. Le produit de la vente a été réinvesti dans Novoroscement, une cimenterie située à Novorossiysk. En 2007, les partenaires ont vendu leurs parts dans Novoroscement pour environ 1,5 milliard de dollars. En même temps, ils ont pris le contrôle de la compagnie pétrolière Burneftegaz, basée à Tioumen, et ont développé ses activités jusqu'en 2014, date à laquelle ils ont vendu leur participation majoritaire.
Pour des raisons d'optimisation fiscale, une grande partie du produit de la vente a été transférée à Lioudmila Bourlakova, qui l'a conservée en tant que détentrice nominale.
En 2017-2018, les relations au sein de la famille sont devenues de plus en plus tendues et hostiles. Selon les médias, cela était principalement dû au fait qu'Oleg Bourlakov semblait avoir une liaison avec une jeune femme appelée Sofia Chevtsova, une hôtesse de l'air. La famille de Bourlakov a appris que Bourlakov et Chevtsova visaient à concevoir un enfant en utilisant la fécondation in vitro, et avaient fait plusieurs tentatives en ce sens. Le comportement de la femme et des filles de Bourlakov à son égard devint progressivement de plus en plus agressif.
En 2018, Lioudmila Bourlakova a transféré d'importantes sommes de capitaux à partir de comptes bancaires qui lui avaient été confiés par son mari et son partenaire commercial, Nikolaï Kazakov. Ces transactions ont été assistées par ses filles et leurs maris, dont le banquier d'affaires américain Gregory Gliner. Le montant global siphonné par Lioudmila Bourlakova a été estimé à 1,5 milliard de dollars américains, tous gagnés collectivement par Oleg Bourlakov et son partenaire d'affaires.

### Procédure de divorce
En 2018, Lioudmila Bourlakova a entamé une procédure de divorce à Monaco, qui s'est accompagnée d'un différend monétaire entre le couple. Oleg Bourlakov, soupçonnant sa femme de lui avoir volé de l'argent, a déposé une plainte pénale contre elle à Monaco.
En mars 2019, le tribunal a décidé de séparer Lioudmila et Oleg Bourlakov à l'intérieur de leur maison familiale à Monaco : Lioudmila a obtenu les 10e et 11e étages avec la piscine, tandis que le 9e étage est resté à Oleg.
En septembre 2019, Bourlakov a accusé sa femme et sa fille cadette Veronika de fraude et d’appropriation d’actifs, intentant des poursuites devant les tribunaux de Monaco et de Suisse. Dans sa plainte, Bourlakov soutenait qu'une partie des fonds lui appartenait et que l'autre appartenait à son partenaire commercial, avec lequel il avait réalisé des bénéfices lors de la vente de Burneftegaz (pour 1 milliard de dollars) et de Novoroscement (pour 1,45 milliard de dollars). En 2018, sans le consentement de Bourlakov et Kazakov, l'argent a été retiré des divers comptes extraterritoriaux qui étaient sous contrôle de Lioudmila Bourlakova, dont un compte sur l'île de Guernesey. Une partie de ce montant s'est retrouvée dans les comptes des filles de Bourlakov, et une autre partie dans une fiducie aux Bahamas, dont sa femme et ses filles étaient bénéficiaires. La police monégasque a ouvert une enquête et Lioudmila Bourlakova a été inculpée en décembre 2022.
En 2020, Lioudmila Bourlakova a intenté une action civile contre son mari devant la Haute Cour d’Angleterre et du Pays de Galles. Outre son mari, 12 personnes et entités en Suisse ont été citées comme accusées, dont Leo Trust, la société qui accordait des prestations aux différentes entités juridiques constituées par Oleg Bourlakov.
Les filles adultes d'Oleg Bourlakov, Veronika et Elena, ont cessé de communiquer avec leur père, prenant le parti de leur mère. Selon une source du journal russe « Izvestia », Bourlakov a fait plusieurs tentatives pour améliorer les relations avec ses filles, mais n'a reçu en réponse que des lettres officielles envoyées par leurs avocats demandant de cesser tout contact.
La procédure de divorce devait s'achever à la fin de l'été 2021, mais Bourlakov est décédé avant son terme.

## Circonstances du décès
En 2018, un dispositif de repérage a été découvert sur le jet privé de Bourlakov. Le parquet de Nice a ouvert une enquête pour atteinte à la vie privée. Selon les sources de Forbes, le dispositif a été apporté à bord dans un sac porté par sa fille Veronika.
En novembre 2018, une tentative d'assassinat est perpétrée à Moscou contre Oleg Bourlakov, qui a été blessé; un dispositif de repérage est trouvé dans sa voiture au moment de la tentative. Oleg Bourlakov a ouvertement désigné sa femme, ses filles et Gregory Gliner comme étant les organisateurs de sa tentative d'assassinat,.
Oleg Bourlakov est décédé des suites de la COVID-19 en 2021 à la clinique Lapino, près de Moscou. Les circonstances de sa mort ont fait naître des soupçons selon lesquels il ne serait pas mort d'une cause naturelle.
La sœur de Bourlakov, Vera Kazakova, avait prévu de l'enterrer au cimetière Serafimovski, dans sa ville natale de Saint-Pétersbourg, où se trouvent les tombes de la mère, du père et de la grand-mère d'Oleg Bourlakov. Vera Kazakova a déclaré que son frère avait exprimé le souhait d'être enterré à cet endroit.
Cependant, la veuve de l'homme d'affaires, Lioudmila Bourlakova, et ses filles Veronika et Elena ont insisté pour que le corps soit enterré au Canada, bien qu'elles n'aient jamais rendu visite à Oleg Bourlakov à l'hôpital, selon le journal russe Izvestia. Kazakova affirme que, tout au long de la maladie de Bourlakov, aucun membre de sa famille immédiate n'a cherché à se renseigner sur son état de santé. Cependant, les représentants de l'épouse et des filles de Bourlakov ont déclaré qu'elles avaient cherché à obtenir de telles informations.
Les autorités russes ont refusé de remettre le corps de Bourlakov à sa sœur. Plus tard, des personnes prétendant être les avocats de Lioudmila Bourlakova ont organisé le transport de son corps depuis la morgue. Vera Kazakova a fait appel au Comité d’enquête de la fédération de Russie, lui demandant de procéder à une autopsie du corps. Le défunt a été transféré dans une autre morgue sur ordre de l'enquêteur, mais Lioudmila Bourlakova a fait appel de cette décision. Son corps a finalement été transféré en Suisse par les avocats, puis au Canada.
En février 2021, la police russe a enquêté sur des infractions à la législation russe commises lors du transfert du corps. En octobre 2021, les circonstances de transfert du corps d'Oleg Bourlakov ont fait l'objet d'une enquête par le département d'enquête interdistrict de Solntsevo (Département d'enquête du district administratif occidental de Moscou). L'inspection a révélé que les douaniers de Vnoukovo avaient accepté de faux documents lors du transport du corps du milliardaire vers la Suisse.
Bourlakov a été enterré au Canada le 16 juillet 2021. Selon une source du magazine Kompaniya, les restes de Bourlakov ont été placés dans le mur du colombaire sans plaque d'identification.

## Réclamations d'héritage
La succession d'Oleg Bourlakov est réclamé par Lioudmila Bourlakova et ses deux filles, d’une part, et par sa sœur Vera Kazakova et son mari et partenaire commercial Nikolaï Kazakov, d’autre part. Sofia Chevtsova, agissant au nom de sa fille mineure, dont le père serait Bourlakov, réclame également l'héritage. En décembre 2021, Sofia Chevtsova a intenté une action en justice à Saint-Pétersbourg afin d'établir qu'Oleg Bourlakov était bien le père de sa fille.
Les médias affirment que Bourlakov a rédigé un testament en 2004. Plus tard, en 2018, il a personnellement affirmé qu'il n'existait pas de testament valide à l'époque. Après sa mort, un testament manuscrit daté de 2019 a été retrouvé. Bourlakov y lègue tous ses biens à sa sœur Vera Kazakova et à son mari Nikolaï Kazakov; sa femme et ses filles ne sont pas mentionnées dans ce testament. L'homme d'affaires a également chargé sa sœur et son beau-frère de s'occuper de Sofia Shevtsova et de sa fille, ainsi que d'autres membres de sa famille. L'authenticité de ce testament a été confirmée par les tribunaux russes,.

### En Grande-Bretagne
En Grande-Bretagne, une action en justice a été intentée devant la Haute Cour de justice. Elle a exigé une déclaration selon laquelle Nikolaï Kazakov et Oleg Bourlakov n'étaient pas des partenaires commerciaux et a réclamé un montant supérieur à 700 millions de dollars à titre de préjudice. En avril 2023, cette procédure n'en était qu'à ses débuts.

### À Monaco
Une procédure civile visant à faire reconnaître la validité du testament manuscrit de Bourlakov de 2019 en faveur de Nikolaï Kazakov et Vera Kazakova se poursuit à Monaco. Le tribunal a reconnu que l'affaire relevait de sa compétence et a nommé un administrateur de la succession.
Une poursuite pénale a été intentée contre Lioudmila Bourlakova pour appropriation de biens et blanchiment d'argent par le retrait de fonds qui lui avaient été confiés en tant que détentrice nominale.

### Au Panama
Bourlakov et Kazakov exerçaient en partie leurs activités au Panama. Veronica et Lioudmila Bourlakova ont tenté de prendre le contrôle de plusieurs sociétés panaméennes appartenant à des fondations privées panaméennes en représentant des actions non valables au porteur et en cherchant à modifier le conseil d'administration de ces sociétés. Ces tentatives se sont révélées infructueuses et le tribunal panaméen a émis des injonctions civiles et pénales interdisant à Veronika et Lioudmila de se présenter comme actionnaires de ces sociétés panaméennes.

### Au Monténégro

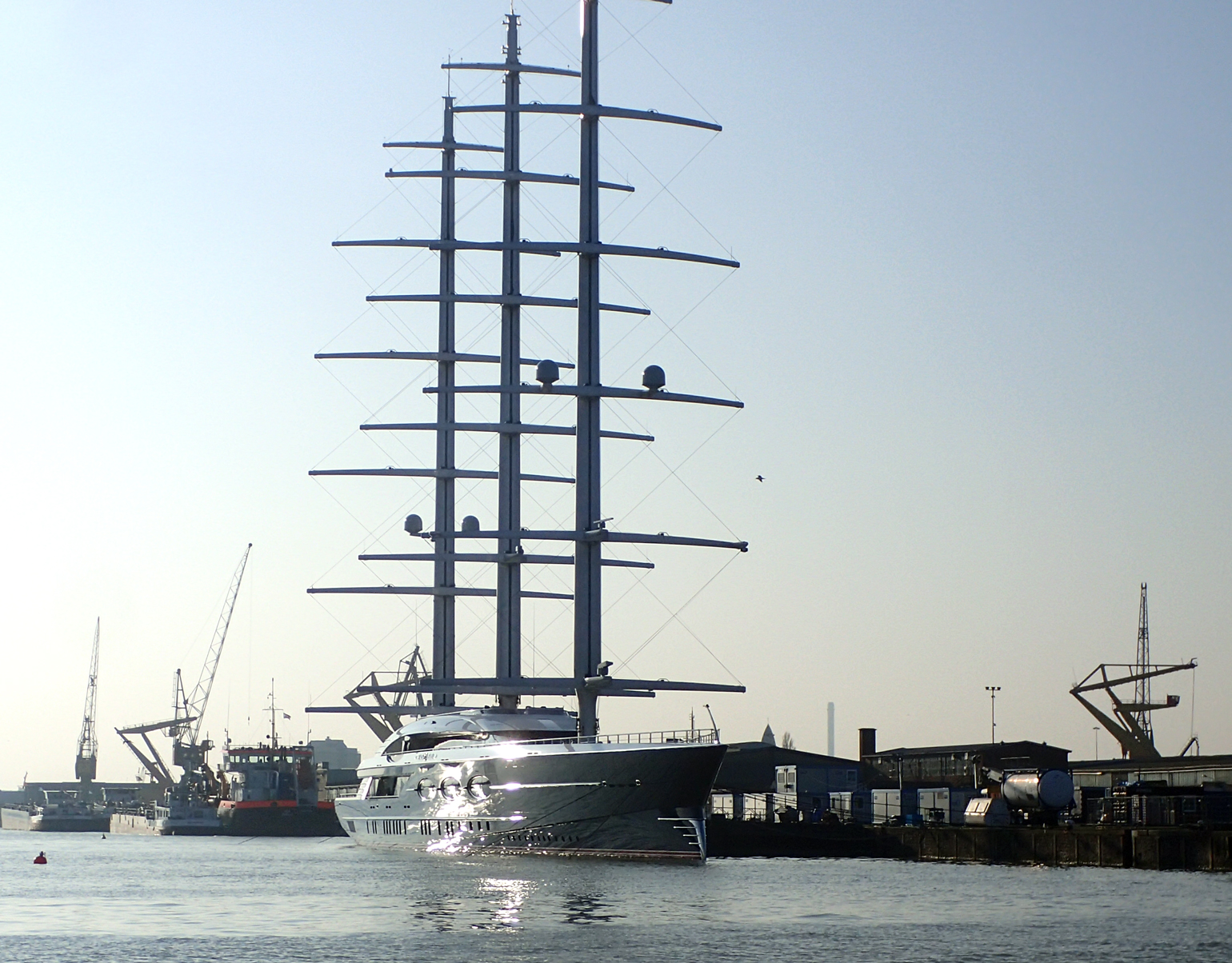
Black Pearl (yacht).

La veuve et les filles de Bourlakov ont tenté de faire saisir le yacht Black Pearl, propriété d'une société contrôlée par Bourlakov, devant la Cour du Monténégro, qui a refusé de procéder à la saisie du navire,.

### En Suisse
Une procédure a été engagée par Luydmila Bourlakova et ses filles pour geler les comptes détenus par une entité panaméenne dont Bourlakov était bénéficiaire. Cette demande a été retirée. Les femmes ont également déposé plusieurs plaintes pénales contre Oleg Bourlakov et les Kazakov. Ces plaintes ont été rejetées par le procureur.

### En Ukraine
Trois enquêtes pénales ont été lancées contre Lioudmila Bourlakova en Ukraine pour outrage à magistrat, saisie frauduleuse d'héritage et détournement de biens. En avril 2023, les trois affaires en étaient au stade initial. La police ukrainienne a émis un avis de recherche à l'encontre de Lioudmila Bourlakova.

### Aux États-Unis
Les filles des Bourlakov ont intenté une action en justice au nom de leurs enfants contre la famille Kazakov afin de récupérer 15 millions de dollars à la suite de la perte des droits des Bourlakovas sur un appartement de luxe situé à Miami, en Floride. Dans le cadre de cette procédure, Nikolaï et Vera Kazakov ont déposé une demande reconventionnelle, alléguant une conspiration de la part des Bourlakovas pour détourner et voler des actifs appartenant aux Kazakovs. Cette demande reconventionnelle a été déposée par Nikolay Kazakov aux États-Unis contre Lioudmila, ses filles et Gregory Gliner. Les Kazakov affirment que Gregory Gliner a utilisé ses connaissances et ses relations professionnelles pour faciliter le transfert et la dissipation d'actifs de Kazakov et d'Oleg Bourlakov. Certains de ces actifs auraient été transférés par l'intermédiaire du fonds spéculatif Ironwall Capital en créant de fausses pertes sur les investissements dans le but de dissimuler d'importants transferts de ces actifs à l'étranger.
En novembre 2022, les Bourlakov déposé une plainte en vertu de la loi RICO (Lois sur les organisations motivées par le racket et la corruption; Racketeer Influenced and Corrupt Organizations Act), alléguant que divers prestataires de services aux entreprises et entités faisaient partie d'une organisation criminelle se livrant à des activités de racket. Les Bourlakovas ont volontairement retiré cette plainte trois mois après son dépôt.

### En Russie
À la suite de la demande de délivrance d'un certificat d'héritier en Russie par Veronica, les Kazakov ont déposé une plainte civile devant les tribunaux russes afin d'être reconnus comme héritiers en vertu du testament manuscrit de 2019. Le tribunal du district de Lioublino de la Fédération de Russie a reconnu la validité du testament de 2019 le 8 octobre 2022. Cette décision a été contestée par les Bourlakova devant le tribunal municipal de Moscou, qui l'a confirmée le 4 avril 2023. Conformément au Code civil russe (en), la forme du testament est déterminée par la loi du pays dans lequel la personne avait sa résidence permanente au moment où elle l'a rédigé. Il ne peut être invalidé en raison du respect de sa forme si celle-ci est conforme aux lois du lieu de résidence de l'auteur du testament.
Parallèlement, l'hôtesse de l'air Sofia Chevtsova a demandé au tribunal du raïon de Vyborg de reconnaître sa fille Nicole comme étant la fille d'Oleg Bourlakov. Le tribunal lui a donné raison le 11 mars 2022. Cette décision a également fait l'objet d'un appel et le tribunal d'appellation a annulé la décision et ordonné une analyse génétique.
Lioudmila Bourlakova a déposé une plainte auprès du district de Petrograd de Saint-Pétersbourg contre Nikolaïy Kazakov en vue d'obtenir la restitution de 800 millions de roubles russes. Le tribunal de première instance a rejeté la demande; ce refus a fait ll'objet d'un appel de la part de Lioudmila Bourlakova. La cour d'appel a confirmé la décision de première instance le 22 octobre 2022. Un pourvoi en cassation a été formé, mais rejeté le 3 mars 2023.

### En Lettonie
Les autorités lettones ont engagé des poursuites pénales contre Sofia Chevtsova, Lioudmila Bourlakova et Elena Bourlakova, ainsi que contre le notaire local, Inguna Bobrovskaya, pour avoir prétendument conspiré en vue de saisir les biens d'Oleg Bourlakov en obtenant frauduleusement un certificat de droits de succession,,.

### À Chypre
À Chypre, un recours est en cours contre la requête introduite par Lioudmila Bourlakova et ses filles en vue d'obtenir une ordonnance ad colligenda sur les actions de l'entité détenant le célèbre yacht Black Pearl. L'ordonnance ad colligenda a été contestée par une demande des Kazakovs pour l'émission d'un bref de certiorari. La Cour suprême a statué en faveur des Kazakovs et de leurs filles. La Cour suprême a statué en faveur des Kazakov. Lioudmila Bourlakova et ses filles ont fait appel de la décision, l’appel étant actuellement en cours devant la Cour suprême.
En outre, le tribunal chypriote examine actuellement un recours introduit par les Kazakov contre l'ordonnance provisoire exigeant le transfert de l'entité détenant le Black Pearl aux fiduciaires de la succession désignés dans le cadre d'une procédure d'héritage lettone.